# Chiesa di Sant'Apollinare (Milano)
La chiesa di Sant'Apollinare era una chiesa di Milano. Situata assieme all'annesso convento in via Santa Sofia, il complesso fu sconsacrato nel 1782 ed adibito a caserma.

## Storia
La chiesa fu fondata assieme ad un monastero di clausura nel XIII secolo dal vescovo Enrico I da Settala, che donò alla chiesa le reliquie di san Fausto e san Lorenzo. Annesso alla chiesa vi era un tempo un vasto giardino dove sarebbe stato seppellito anche Cicco Simonetta. Il convento fu soppresso e parzialmente demolito nel 1782, mentre il chiostro rimanente del complesso fu usato come deposito di armi. Della chiesa rimangono le mura perimetrali.

## Architettura
L'aspetto della chiesa prima delle demolizioni era dovuto a Vincenzo Seregni, mentre i chiostri annessi e gran parte dei dipinti nella chiesa erano riconducibile al XV secolo: in tale periodo le opere furono realizzate grazie alle elargizioni della duchessa Bianca Maria Visconti. Tra le opere citate presenti un tempo nella chiesa vi erano la pala d'altare della Vergine di Giovanni Paolo Lomazzo.